# Hokej na travi na OI 1976.
Olimpijske igre 1976. su se održale u Kanadi, u Montrealu.

## Momčadi sudionice
Sudjelovalo je jedanaest momčadiju: Pakistan, Indija, Australija, Novi Zeland, Nizozemska, Španjolska, Malezija, Belgija, Argentina, SR Njemačka i domaćin Kanada. 12. sudionica je trebala biti momčad Kenije koja je odustala od natjecanja u zadnjem trenutku.

### Argentina
Julio Cufré, Jorge Sabbione, Jorge Disera, Jorge Ruiz, Marcelo Pazos, Osvaldo Zanni, Jorge Ivorra, Luis Costa, Marcelo Garrafo, Flavio De Giacomo, Fernando Calp, Alberto Sabbione, Daniel Portugués, Alfredo Quacquarini, Gustavo Paolucci, Cesar Raguso

### Australija
Robert Haigh, Richard Charlesworth, David Bell, Gregory Browning, Ian Cooke, Barry Dancer, Douglas Golder, Wayne Hammond, James Irvine, Stephen Marshall, Malcolm Poole, Robert Proctor, Graham Reid, Ronald Riley, Trevor Smith, Tony Walsh

### Belgija
Frank Smissaert, Guy Miserque, Francis Bouche, Serge Dubois, Bernard Smeekens, Bernard Mauchien, Paul Urbain, Armand Solie, Michel Vanderborght, Carl-Eric Vanderborght, Robert Maroye, Bruno de Clynsen, Jean Gilles, Jean Toussaint, Michel van Tuyckom, Jean Moraux

### Indija
Ajitpal Singh, Vaduvelu Phillips, Baldev Singh, Ashok Diwan, Govinda Billimogaputtaswamy, Ashok Singh, Virinder Singh, Harcharan Singh, Mohinder Singh, Aslam Khan, Syed Ali, Birbhadur Chattri, Chand Singh, Ajit Singh, Surjit Singh, Vasudevan Baskaran

### Kanada
Jim MacDougall, Sarbjit Dusang, David Bissett, Alan Hobkirk, Reginald Plummer, Lee Wright, Lance Carey, Peter Motzek, Douglas Pready, Kelvin Wood, Peter Lown, Fred Hoos, Bubli Chohan, Michael Mouat, Kuldip Gosal, Antonie Schouten

### Malezija
Bin Zainal Khairuddin, Mohammed Zain Azraai, Naganathy Srishanmuganathan, Anthonysamy Francis, Lam Kok Ming, Amar Mohindar Singh, Wong Choon Hin, Balasingam Singaram, Nallasamy Palanisgarn, Rengasamy Rama Krishnan, Murugesan Mahendran, Gill Singh Avtar, Antony Cruz, Poon Fook Loke, Ramalingam Pathmarajah, Ow Soon Kooi

### Nizozemska
Maarten Sikking, André Bolhuis, Tim Steens, Geert van Eijk, Theo Doyer, Coen Kranenberg, Rob Toft, Wouter Leefers, Hans Jorritsma, Hans Kruize, Jan Albers, Paul Litjens, Imbert Jebbink, Ron Steens, Bart Taminiau, Wouter Kan

### Novi Zeland
Paul Ackerley, Jeff Archibald, Thur Borren, Alan Chesney, John Christensen, Greg Dayman, Tony Ineson, Barry Maister, Selwyn Maister, Trevor Manning, Alan McIntyre, Neil McLeod, Arthur Parkin, Mohan Patel, Ramesh Patel, Les Wilson

### Pakistan
Saleem Sherwani, Manzoor Hassan, Munawarux Zaman, Saleem Nazim, Rasool Akhtar, Iftikhar Syed, Islahud Din, Manzoor Hussain, Abdul Rashid, Shanaz Sheik, Samiullah Khan, Qamar Zia, Arshad Mahmood, Arshad Ali Chaudry, Mudassar Asghar, Haneef Khan

### SR Njemačka
Wolfgang Rott, Klaus Ludwiczak, Michael Peter, Dieter Freise, Fritz Schmidt, Michael Krause, Horst Dröse, Werner Kaessmann, Ulrich Vos, Peter Caninenberg, Peter Trump, Hans Montag, Wolfgang Strödter, Heiner Dopp, Rainer Seifert, Ralf Lauruschkat

### Španjolska
Luis-Alberto Carrera, Juan Amat, Jaime Arbos, Juan Arbos, Ricardo Cabot, Juan Colomer, Francisco Codina, Augustín Churruca, Francisco Fábregas, Jorge Fábregas, Augustín Masana, Juan Pellon, Ramón Quintana, José Salles, Francisco Segura, Luis Touse

## Natjecateljski sustav
Igralo se u dva dijela. U prvom dijelu se igralo u dvjema skupinama (jedna po 6, druga po 5 momčadi) po jednostrukom ligaškom sustavu. Za pobjedu se dobivalo 2, za neriješeno 1, a za poraz ništa bodova. 
6. iza "A" i 5. iz "B" su igrale za poredak od 9. do 11. mjesta. Poraženi je bio 11., a pobjednik je igrao s 5. iz skupine "A" za 9. mjesto.
3. i 4. momčadi iz skupina su igrale unakrižno za poredak od 5. do 8. mjesta. Pobjednici su igrali za 5., a poraženi za 7. mjesto.
Prve dvije momčadi iz skupina su igrale unakrižno u poluzavršnici. Pobjednik je igrao za zlato, poraženi za broncu. Ako su momčadi u skupini imale isti broj bodova, a radilo se o mjestu za poluzavršnicu, igrao se dodatni susret u kojem se odlučivalo tko će ići dalje.

## Mjesta i vrijeme odigravanja susreta
Turnir se odigrao od 18. do 30. srpnja 1976. na stadionu Percival Molson unutar kruga sveučilišta McGill koje se nalazi unutar Velikog Montreala (Grand Montréal).

## Rezultati

### Prvi krug - po skupinama

#### Skupina "A"
| Nadnevak   | Vrijeme | Momčad     |       | Momčad     |
| ---------- | ------- | ---------- | ----- | ---------- |
| 18. srpnja | 10:00   | Indija     | 4 : 0 | Argentina  |
| 18. srpnja | 12:00   | Australija | 2 : 0 | Malezija   |
| 19. srpnja | 15:00   | Indija     | 1 : 3 | Nizozemska |
| 19. srpnja | 17:00   | Australija | 3 : 0 | Kanada     |
| 20. srpnja | 10:00   | Nizozemska | 2 : 0 | Malezija   |
| 20. srpnja | 12:00   | Argentina  | 1 : 3 | Kanada     |
| 21. srpnja | 15:00   | Indija     | 1 : 6 | Australija |
| 21. srpnja | 17:00   | Malezija   | 2 : 0 | Argentina  |
| 22. srpnja | 10:00   | Indija     | 3 : 0 | Kanada     |
| 22. srpnja | 12:00   | Australija | 1 : 2 | Nizozemska |
| 23. srpnja | 15:00   | Nizozemska | 1 : 0 | Argentina  |
| 23. srpnja | 17:00   | Malezija   | 1 : 0 | Kanada     |
| 24. srpnja | 10:00   | Indija     | 3 : 0 | Malezija   |
| 24. srpnja | 12:00   | Australija | 2 : 3 | Argentina  |
| 25. srpnja | 17:00   | Nizozemska | 3 : 1 | Kanada     |

| Mj. | Država     | Ut | Pb | N | Pz | Pos | Pri | RP | Bod |
| --- | ---------- | -- | -- | - | -- | --- | --- | -- | --- |
| 1.  | Nizozemska | 5  | 5  | 0 | 0  | 11  | 3   | 8  | 10  |
| 2.  | Australija | 5  | 3  | 0 | 2  | 14  | 6   | 8  | 6   |
| 3.  | Indija     | 5  | 3  | 0 | 2  | 12  | 9   | 3  | 6   |
| 4.  | Malezija   | 5  | 2  | 0 | 3  | 3   | 7   | -4 | 4   |
| 5.  | Kanada     | 5  | 1  | 0 | 4  | 4   | 11  | -7 | 2   |
| 6.  | Argentina  | 5  | 1  | 0 | 4  | 4   | 12  | -8 | 2   |

##### Doigravanje za drugo mjesto u skupini "A"
| Nadnevak   | Vrijeme | Momčad     |       | Momčad |
| ---------- | ------- | ---------- | ----- | ------ |
| 26. srpnja | 13:00   | Australija | 1 : 1 | Indija |

Nakon produžetaka su se izvodili kazneni udarci nakon kojih je pobijedila Australija s 5:4.

#### Skupina "B"
| Nadnevak   | Vrijeme | Momčad      |       | Momčad      |
| ---------- | ------- | ----------- | ----- | ----------- |
| 18. srpnja | 15:00   | Pakistan    | 5 : 0 | Belgija     |
| 18. srpnja | 17:00   | SR Njemačka | 1 : 1 | Novi Zeland |
| 19. srpnja | 10:00   | Pakistan    | 2 : 2 | Španjolska  |
| 20. srpnja | 15:00   | Španjolska  | 1 : 1 | Novi Zeland |
| 21. srpnja | 10:00   | Pakistan    | 4 : 2 | SR Njemačka |
| 21. srpnja | 12:00   | Novi Zeland | 2 : 1 | Belgija     |
| 22. srpnja | 17:00   | SR Njemačka | 1 : 4 | Španjolska  |
| 23. srpnja | 10:00   | Španjolska  | 2 : 3 | Belgija     |
| 24. srpnja | 15:00   | Pakistan    | 5 : 2 | Novi Zeland |
| 24. srpnja | 17:00   | SR Njemačka | 6 : 1 | Belgija     |

| Mj. | Država      | Ut | Pb | N | Pz | Pos | Pri | RP  | Bod |
| --- | ----------- | -- | -- | - | -- | --- | --- | --- | --- |
| 1.  | Pakistan    | 4  | 3  | 1 | 0  | 16  | 6   | 10  | 7   |
| 2.  | Novi Zeland | 4  | 1  | 2 | 1  | 6   | 8   | -2  | 4   |
| 3.  | Španjolska  | 4  | 1  | 2 | 1  | 9   | 7   | 2   | 4   |
| 4.  | SR Njemačka | 4  | 1  | 1 | 2  | 10  | 10  | 0   | 3   |
| 5.  | Belgija     | 4  | 1  | 0 | 3  | 5   | 15  | -10 | 2   |

##### Doigravanje za drugo mjesto u skupini "B"
| Nadnevak   | Vrijeme | Momčad      |       | Momčad     |
| ---------- | ------- | ----------- | ----- | ---------- |
| 26. srpnja | 16:00   | Novi Zeland | 1 : 0 | Španjolska |

### Susreti za poredak

#### 9. – 11. mjesto
| Nadnevak   | Vrijeme | Momčad  |         | Momčad    |
| ---------- | ------- | ------- | ------- | --------- |
| 28. srpnja | 12:00   | Belgija | 3 : 2   | Argentina |
| 28. srpnja |         | Kanada  | izravno | —         |

- za 9. mjesto

| Nadnevak   | Vrijeme | Momčad |       | Momčad  |
| ---------- | ------- | ------ | ----- | ------- |
| 29. srpnja | 10:00   | Kanada | 2 : 3 | Belgija |

#### 5. – 8. mjesto
| Nadnevak   | Vrijeme | Momčad     |       | Momčad      |
| ---------- | ------- | ---------- | ----- | ----------- |
| 29. srpnja | 12:00   | Španjolska | 2 : 1 | Malezija    |
| 29. srpnja | 17:00   | Indija     | 2 : 3 | SR Njemačka |

- za 7. mjesto

| Nadnevak   | Vrijeme | Momčad |       | Momčad   |
| ---------- | ------- | ------ | ----- | -------- |
| 30. srpnja | 10:00   | Indija | 2 : 0 | Malezija |

- za 5. mjesto

| Nadnevak   | Vrijeme | Momčad      |       | Momčad     |
| ---------- | ------- | ----------- | ----- | ---------- |
| 30. srpnja | 12:00   | SR Njemačka | 9 : 1 | Španjolska |

### Poluzavršnica
| Nadnevak   | Vrijeme | Momčad     |       | Momčad      |
| ---------- | ------- | ---------- | ----- | ----------- |
| 28. srpnja | 15:00   | Pakistan   | 1 : 2 | Australija  |
| 28. srpnja | 17:00   | Nizozemska | 1 : 2 | Novi Zeland |

### Za brončano odličje
| Nadnevak   | Vrijeme | Momčad     |       | Momčad   |
| ---------- | ------- | ---------- | ----- | -------- |
| 30. srpnja | 15:00   | Nizozemska | 2 : 3 | Pakistan |

### Završnica
| Nadnevak   | Vrijeme | Momčad      |       | Momčad     |
| ---------- | ------- | ----------- | ----- | ---------- |
| 30. srpnja | 17:00   | Novi Zeland | 1 : 0 | Australija |

Pobijedila je momčad Novog Zelanda.

## Završni poredak
| Momčadi |             |
| Zlato   | Novi Zeland |
| Srebro  | Australija  |
| Bronca  | Pakistan    |
| 4.      | Nizozemska  |
| 5.      | SR Njemačka |
| 6.      | Španjolska  |
| 7.      | Indija      |
| 8.      | Malezija    |
| 9.      | Belgija     |
| 10.     | Kanada      |
| 11.     | Argentina   |

| Olimpijski prvaci 1976. |
| ----------------------- |
| Novi Zeland Prvi naslov |